# Marriott's Grand Chateau
Marriott's Grand Chateau är ett hotell som ligger i Paradise, Nevada i USA. Den ägs och drivs av Marriott Vacation Club. Hotellet har totalt 643 lägenhetshotellsviter.
Den första verksamheten som låg på platsen där Marriott's Grand Chateau är uppförd var nattklubben Jubilation och ägdes av sångaren Paul Anka. 1987 renoverades den och bytte den namn till The Shark Club men lades ner i slutet av 1990-talet. 1997 köpte Grand Casinos en option på att köpa marken men även intilliggande mark i syfte att uppföra ett hotell. 2000 meddelade Lakes Gaming, som hade knoppats av från Grand Casinos två år tidigare, att uppföra ett sådant till en kostnad på $700 miljoner med hjälp av den lokala fastighetsutvecklaren Brett Torino. Ett år senare avbröts byggprojektet men Lakes Gaming fick dock behålla marken där The Shark Club låg och avslöjade att man förde diskussioner med en icke-namngiven partner om att uppföra ett annat hotell där. I februari 2002 meddelade Diamond Resorts International att hotellet The Chateau skulle byggas och i augusti blev det känt att även Lakes Entertainment (gamla Lakes Gaming) var involverad i byggprojektet. I juni 2003 köpte Marriott Vacation Club ut Lakes Entertainment. Hotellet uppfördes i tre faser, den första (2004–2005), den andra (200?–2007) och den tredje (2012–2014), det finns dock planer på en fjärde fas.